# Грохув (Любуське воєводство)
Грохув (пол. Grochów, нім. Grocho) — село в Польщі, у гміні Губін Кросненського повіту Любуського воєводства.
Населення — 73 особи (2011).
У 1975-1998 роках село належало до Зеленогурського воєводства.

## Демографія
Демографічна структура станом на 31 березня 2011 року:
|          | Загалом | Допрацездатний вік | Працездатний вік | Постпрацездатний вік |
| -------- | ------- | ------------------ | ---------------- | -------------------- |
| Чоловіки | 32      | 5                  | 24               | 3                    |
| Жінки    | 41      | 11                 | 19               | 11                   |
| Разом    | 73      | 16                 | 43               | 14                   |